# Le canzoni del Trimarano
Le canzoni del Trimarano è il titolo del terzo album dei Martinicca Boison, pubblicato nel maggio 2012.

## Tracce
1. L'invitato non è felice  (L. Ugolini) 3.22
2. La fondazione Trimarano   (L. Ugolini) 2.45
3. Non andiamo d'accordo   (L. Ugolini) 4.04
4. Eraiva   (F. Cusumano - L. Ugolini - D. Bao) 3.58 - con i Quebegue
5. A Palermo città   (L. Ugolini) 2.39
6. Bambina   (P. Pampaloni) 3.09
7. Oh! Lord   (L. Ugolini) 2.06
8. Intreemezzo (in gommone con Gabri)    (F. Cusumano) 1.40 - con Francesca Breschi
9. Dumpalumpa   (DumpaLumpa L. Ugolini; Da da un pa B. Canfora - D. Verde; Oompa Loompa L. Bricusse - A. Newley) 3.11 - con Enrico Maria Papes de I Giganti
10. I pomeriggi dell'ozio e dell'amore   (L. Ugolini - F. Cusumano) 3.33
11. Sorride   (L. Ugolini - F. Cusumano - D. Bao) 6.05
12. L'invitato non è felice (Global Kan Kan Remix)  (L. Ugolini) 3.31

## Crediti
Formazione: Lorenzo Ugolini (voce, pianoforte, tastiere, chit. classica e acustica, fisarmonica in Non andiamo d'accordo e in Sorride, cori); Francesco Frank Cusumano (chit. acustica, elettrica, classica, banjo, piano in I pomeriggi dell'ozio e dell'amore, ukulele in Non andiamo d'accordo, mandola tenore in Intreemezzo, cori); Paolino Paolo Pampaloni (basso, voce in Bambina, cori); Marco Zagli ‘Zazà’ (batteria); Andrea ‘Endless’ Rapisardi (violino, cori); Gabriele Gabri Baratto (clarinetto, cornamuse, whistles, cori); Pablo ‘GaNba’ Cancialli (percussioni, cori) + Daniele ‘Tromba’ Bao (trombe, cori, programming, fonica).
Hanno partecipato: Global Kan Kan (remix de L'invitato non è felice); Enrico Maria Papes de I Giganti (voce in Dumpalumpa); Francesca Breschi (voci in Intreemezzo); Paolo Casu (percussioni in Non andiamo d'accordo); Lucia Sargenti (cori in Dumpalumpa); Marlene Fuochi (fisarmonica in Eraiva, coretti retrò in Bambina); Andrea Brogi (batteria in A Palermo città, sticks in L'invitato non è felice); Piero Spitilli (contrabbasso e cori in Bambina); Roberto di Mastropietro (diamonica e cori in Bambina); Rachele Odescalchi (violini in La fondazione Trimarano); Giacomo Rapisardi (pianoforte in L'invitato non è felice, tastiere in Intreemezzo)
Produzione artistica: Daniele Bao e Martinicca Boison
Produzione esecutiva: Materiali Sonori e Martinicca Boison
Registrazione e mixaggio effettuati presso gli studi  “Trombetta Records Studios” – Castelfranco di Sopra (AR); “Trecento Studios” – Montespertoli (FI) e “Labella Records” - Fibbiama (Montelupo F.no - FI) da Daniele ‘Tromba’ Bao
Mastering di Tommaso Bianchi presso ‘White Mastering’ – Scandicci (FI)
Preproduzione di Daniele ‘Tromba’ Bao effettuata presso la Casa del Popolo di Settignano (FI)
Production manager: Giampiero Bigazzi
Materiali Sonori Edizioni musicali
Progetto grafico di Azzurra Piccardi
Fotografie: Azzurra Piccardi, Maddalena Ugolini